# Emily LeSueur
Emily LeSueur (Glendale (Califórnia), 7 de novembro de 1972) é uma ex-nadadora sincronizada estadunidense, campeã olímpica.

## Carreira
Emily LeSueur representou seu país nos Jogos Olímpicos de 1996, ganhando a medalha de ouro por equipes.